# Apinagia yguazuensis
Apinagia yguazuensis là một loài thực vật có hoa trong họ Podostemaceae. Loài này được Chodat & Vischer mô tả khoa học đầu tiên năm 1917.